# BFI Southbank
BFI Southbank (v letech 1951 až 1957 National Film Theatre) je repertoárové kino v Londýně. Specializuje se na klasické, nezávislé a neanglicky mluvené filmy. Provozuje jej Britský filmový institut. National Film Theatre bylo původně otevřeno na dočasném místě (Telekinema) na Britském festivalu v roce 1951. Na současné místo, kde nahradilo restauraci Thameside, bylo přesunuto v roce 1957. Později bylo rozšířeno o další prostory. Nachází se na jižním konci Waterloo Bridge a je součástí kulturního komplexu na Jižním nábřeží.